# Michael Grady

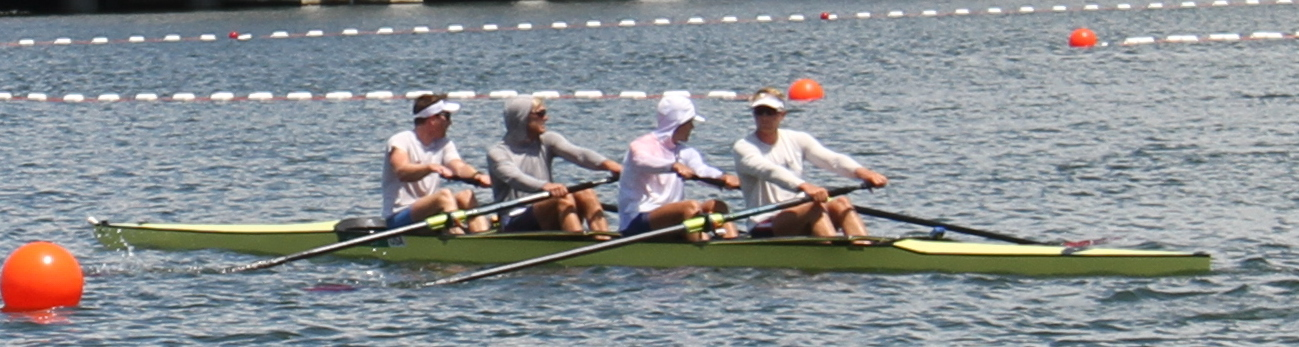
Der Vierer ohne Steuermann bei den Olympischen Spielen in Tokio: Andrew Reed, Anders Weiss, Michael Grady und Clark Dean (von links nach rechts)

Michael Grady (* 22. Oktober 1996 in Pittsburgh, Pennsylvania) ist ein Ruderer aus den Vereinigten Staaten. Er war 2023 Weltmeisterschaftszweiter und 2024 Olympiasieger im Vierer ohne Steuermann.

## Sportliche Karriere
Michael Grady graduierte an der Cornell University. Danach trainierte er in Oakland beim California Rowing Club.
Bei den Junioren-Weltmeisterschaften 2013 wurde Grady Achter im Vierer mit Steuermann. Im Jahr darauf bei den Junioren-Weltmeisterschaften 2014 belegte er mit dem Achter den neunten Platz. Drei Jahre später belegte der Achter den vierten Platz bei den U23-Weltmeisterschaften 2017. Im Jahr darauf siegte der US-Achter bei den U23-Weltmeisterschaften 2018.
Wegen der COVID-19-Pandemie wurden die Olympischen Spiele in Tokio erst 2021 ausgetragen. Im Vierer ohne Steuermann traten insgesamt zehn Boote an. Andrew Reed, Anders Weiss, Michael Grady, Clark Dean belegten im Vorlauf den zweiten Platz. Im Finale wurde der Vierer aus den Vereinigten Staaten Fünfter mit fünf Sekunden Rückstand auf die drittplatzierten Italiener.
2022 trat Grady zusammen mit Justin Best im Zweier ohne Steuermann an, die beiden wurden als Sieger des B-Finales Siebte bei den Weltmeisterschaften 2022 in Račice u Štětí. Für die Weltmeisterschaften in Belgrad wechselten beide in den Vierer ohne Steuermann. Justin Best, Nick Mead, Michael Grady und Liam Corrigan erreichten die Ziellinie zwei Sekunden hinter den Briten und erhielten die Silbermedaille. Ein Jahr später bei den Olympischen Spielen in Paris siegte der US-Vierer mit Mead, Best, Grady und Corrigan vor dem Boot aus Neuseeland und den Briten.